# Футбол у Північній Македонії

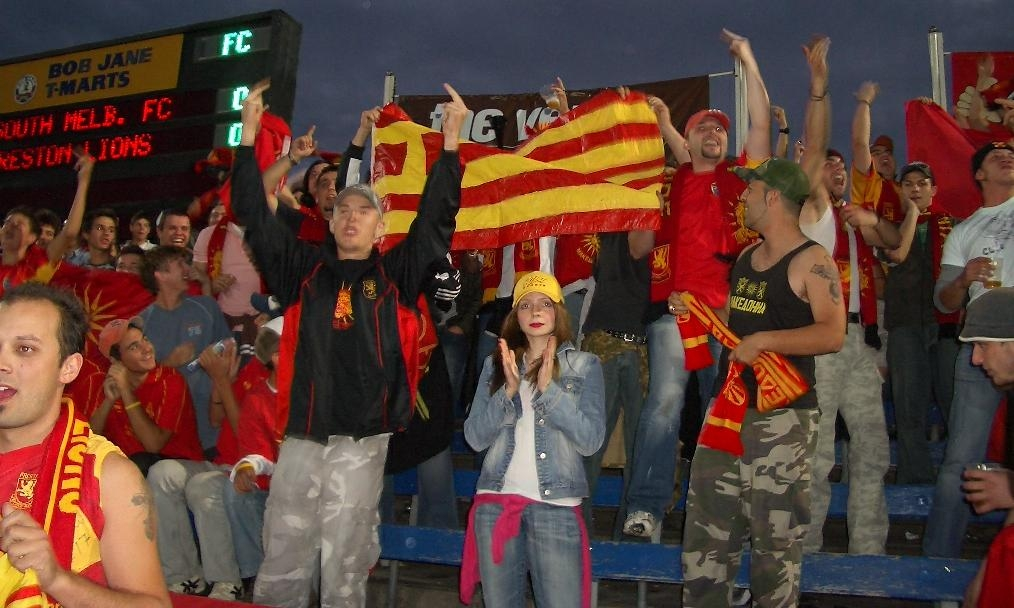
Вболівальники збірної Північної Македонії

Футбол є одним з найпопулярніших видів спорту в Північній Македонії. Незважаючи на це футбол в державі не може похизуватись жодними досягненнями як на клубному рівні, так і на рівні збірних.

## Історія
Поява футболу в Македонії відбулась на початку 20 століття. Перший офіційний матч на території Македонії матч був зіграний у Скоп'є 20 квітня 1919 року. Це буда гра між новобранцями британської армії та місцевою командою «Напредок» (Скоп'є), яка завершилась перемогою господарів з рахунком 2-0. В 1979 році, з нагоди 70 річниці появи футболу в Македонії, на цьому місці на знак пам'яті було споруджено пам'ятник у вигляді футбольного м'яча вагою близько 250 фунтів.
З 1918 року Македонія стала входити до Королівства Сербів, Хорватів і Словенців, тому до початку Другої світової війни македонський футбол підпорядковувався Белградському футбольному підсоюзу, що був частиною Футбольного союзу Югославії, а єдиною командою з Македонії, яка брала участь у вищому дивізіоні підсоюзу була «Македонія» (Скоп'є), яка навіть п'ять разів вигравала турнір. 1928 року був створений окремий македонський підсоюз, який отримав назву Скопійський футбольний підсоюз, де і виступали усі македонські клуби. Найбільш титулованими клубами цього турніру стали команди ССК «Скоп'є», що п'ять разів вигравав турнір, та «Грачанскі» (Скоп'є), яке тріумфувало тричі.

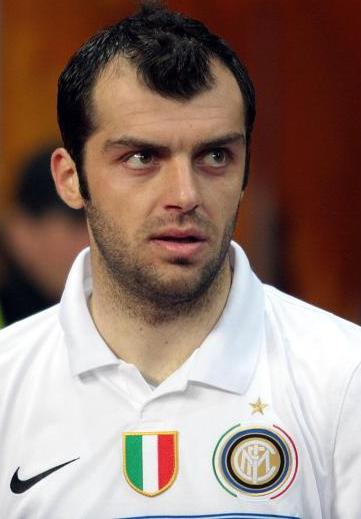
Горан Пандев — найтитулованіший македонський футболіст часів незалежності, переможець Ліги чемпіонів та клубного чемпіонат світу, а також ряду італійських національних змагань

Під час Другої світової війни Македонія входила до складу Болгарії, відповідно і футбол підпорядковавувався болгарській асоціації, проте через військові дії, а також недовготривалість війни значних футбольних зрушень за цей період не відбулося.
У 1945 році, після Другої світової війни, футбольна секція Македонії була включена до Асоціації спорту Скоп'є на чолі з президентом Густавом Влаховим, але вже 16 серпня 1948 року була відділена і незабаром, 14 серпня 1949 року була створена Футбольна федерація Македонії, що було в складі загальнодержавного Футбольного союзу Югославії до 1991 року, коли вона оголосила про свою незалежність разом із незалежністю Республіки Македонія. Незважаючи на існування власної федерації, македонські клуби виступали в загальнодержавному чемпіонаті Югославії, а македонські гравці на міжнародні арені представляли збірну Югославії.
Найвідомішим македонським клубом того періоду був «Вардар» (Скоп'є), який 1961 року виступаючи у другій югославській лізі несподівано виграв кубок Югославії, обігравши у фіналі «Вартекс» (Вараждин), а також шість разів вигравав другу югославську лігу. Перемога в кубку дозволила «Вардару» стати першим македонським клубом, що взяв участь у єврокубках: скопійсьбкий клуб потрапив до Кубку кубків, де вже в першому раунді був розбитий шотландським «Данфермлін Атлетик» (0-5, 2-0). Після того «Вардар» ще тричі брав участь у Кубку Мітропи, найвищим досягненням у якому став півфінал турніру у 1968 році. Крім того, 1988 року «Вардар» скористався тим, що з низки команд чемпіонату було знято про 6 очок за договірні матчі і виграв чемпіонат Югославії, проте після завершення сезону після ряду судових позовів очки командам повернули і чемпіоном став «Партизан», а «Вардар» опустився аж на п'яте місце. Щоправда, перегляд результатів турніру відбувся запізно і «Вардар» встиг дебютувати в найпрестижнішому європейському клубному турнірі — Кубку європейських чемпіонів, де вже в першому раунді був розгромлений португальським «Порту» (0-3, 0-3). Інші македонські клуби в цей період не радували своїх вболівальників, граючи здебільшого в нижчих дивізіонах чемпіонату.
Влітку 1992 року незалежна Македонія провела перший власний чемпіонат, перша ліга якого складалась з 18 команд, а чемпіоном прогнозовано став «Вардар» з відривом у 21 очко від другої команди «Сілекс», а найкращим бомбардиром став Саша Чирич, який забив аж 36 голів, що є рекордом до нашого часу. «Вардар» виграв і перший кубок країни, обігравши у фіналі «Пелістер».

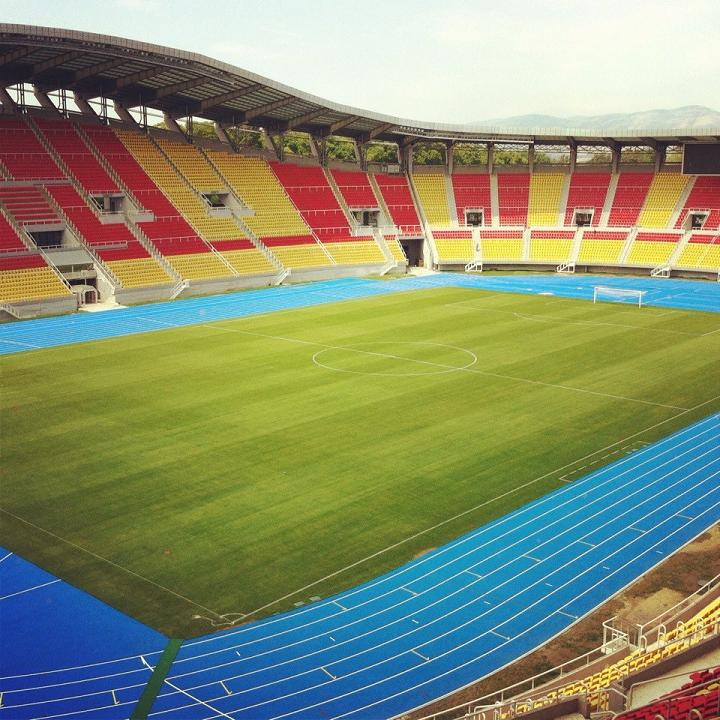
Національна Арена «Філіпп II Македонський» — головний футбольний стадіон Македонії

13 жовтня 1993 року перший матч провела збірна Македонії, обігравши під керівництвом Андона Дончевського збірну Словенії з рахунком 4-1. Вони виграли свої два товариські проти збірних Словенії та Естонії і лише 31 серпня 1994 року зазнали першу поразку від збірної Туреччини (щоправда, до цього вони програли «Пеньяролю» з рахунком 0-4 в Монтевідео в лютому 1994 року). Відбір на Євро-1996 став для збірної першим офіційним турніром у якому Македонія взяла участь як незалежна держава. З тих пір, Македонія бере участь у всіх турнірах ФІФА та УЄФА, проте жодного разу не пробивалася до фінальних етапів змагань.
У 1994 році Македонія стала членом ФІФА та УЄФА після розпаду Соціалістичної Федеративної Республіки Югославії і того ж року вперше македонські клуби під прапором своєї держави взяли участь в європейських турнірах. Цим клубом також став «Вардар», який як чемпіон країни потрапив до Кубка УЄФА, де в першому ж раунді програв угорському клубу «Бекешчаба».
У сезоні 1997—98 македонські команди дебютували і в найпрестижнішому європейському турнірі — Лізі чемпіонів. Торішній чемпіон країни «Сілекс» вилетів вже у першому кваліфікаційному раунді від ізраїльського «Бейтара», а з того часу кожен рік чемпіон Македонії бере участь у кваліфікації до Ліги чемпіонів, проте ні один клуб досі не потрапляв до групового раунду.
2010 року македонський футболіст Горан Пандев, який виступав за італійській «Інтернаціонале», виграв разом з командою усі три національні трофеї, а на міжнародній арені допоміг клубу виграти Лігу чемпіонів та клубний чемпіонат світу, ставши найтитулованішим македонським футболістом часів незалежності.

## Змагання
Футбольна федерація Македонії щорічно з 1992 року проводить чемпіонат та кубок Македонії, а з 2011 року і суперкубок країни. Найтитулованішим клубом країни є «Вардар» (Скоп'є), який у своєму активі має шість перемог у чемпіонаті, і п'ять у кубку.